# Operation "Summer Rains"
Operation "Summer Rains" (Operatie "Zomerregens") (Hebreeuws: Mivtza Gishmey Kayitz) is de codenaam voor de Israëlische militaire operatie in de Gazastrook die begon op 28 juni 2006. Het was de eerste keer dat het Israëlische leger de Gazastrook binnenviel sinds de unilaterale (eenzijdige) terugtrekking van Israël in september 2005. Op 1 november 2006 werd deze operatie voortgezet door middel van een nieuw offensief genaamd Operation "Autumn Clouds".

## Gilad Shalit
Op 25 juni 2006 werd de Israëlische soldaat Gilad Shalit gevangengenomen ('ontvoerd') door Palestijnen die vanuit Gaza een tunnel hadden gegraven naar Israël om daar een aanslag te plegen. Aanleiding voor deze gevangenneming was de gevangenneming ('arrestatie') van twee Palestijnse burgers een dag eerder. Shalits 'ontvoerders' eisen de vrijlating van duizend Palestijnse gevangenen die in Israëlische gevangenissen zitten.
Opvallend is de woordkeuze bij de beschrijving van het conflict in de westerse media. De gevangenneming van Israëlische soldaten wordt doorgaans omschreven als een 'ontvoering', terwijl de gevangenneming van Palestijnse burgers meestal 'arrestaties' worden genoemd. Critici van het Israëlische beleid noemen dit een voorbeeld van de dubbele moraal die de westerse media volgens hen vaker aan de dag legt als het om Israël gaat.

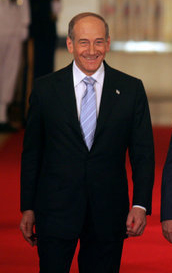
Ehud Olmert

Op 28 juni 2006 trok het Israëlische leger het vluchtelingenkamp Khan Younis binnen, om naar Shalit te zoeken. Vier F-16's vlogen over de Syrische stad Latakia, over het presidentiële paleis van president Bashar al-Assad. Dit deed het leger omdat Israël Syrië ziet als een sponsor van terrorisme, en omdat een belangrijke Hamas-leider, Khaled Mashal, in Syrië verblijft.
In voorbereiding van de Israëlische operatie verplaatste de regering van Egypte 2500 soldaten naar de grens van Egypte en de Gazastrook, om een mogelijke verplaatsing van Shalit naar Egypte te voorkomen.
In de eerste uren van de operatie werden verschillende Palestijnse maatschappelijke doelen getroffen, zoals enkele bruggen, en ook een elektriciteitscentrale, waar negen raketten op af werden gevuurd. 65% van de elektriciteit in de Gazastrook werd door de operatie uitgezet. Het vliegveld in de Gazastrook werd ook bezet, en er werden verschillende raketten afgevuurd op trainingskampen van Hamas.
De reactie van deze acties kwam van de radicale Volks Verzets Comités PRC. Zij ontvoerden de 18-jarige Israëliër Eliyahu Asheri, en dreigden hem te vermoorden als de operatie niet werd beëindigd. Op 25 juni 2006 werd Asheri gedood. Alhoewel de PRC de verantwoordelijkheid opneemt voor deze daad, ging het gerucht de ronde dat de actie misschien wel werd uitgevoerd door Fatah-militairen. Vier verdachten werden gearresteerd door het leger. Ze waren alle vier lid van de al-Aqsa Martelarenbrigades.
In de nacht van 28 juni viel het leger het noorden van de Gazastrook binnen, en vestigde zich op strategische locaties. Hiervandaan vuurde het leger raketten af op plekken waar men Qassam-raketten afvuurde op Israël. Op 29 juni werden er ook verschillende Qassam-raketten afgevuurd op Israël.
In Gaza vond een explosie plaats bij de islamitische Universiteit, die wordt gezien als pro-Hamas. Ooggetuigen meldden dat Israëlische tanks, soldaten en bulldozers Noord-Gaza binnentrokken, om druk uit te oefenen op de ontvoerders om Shalit vrij te laten.

## Arrestatie van Hamas-parlementariërs
Op 29 juni arresteerde het Israëlische leger 64 parlementariërs die lid waren van de Hamas. Onder hen waren ook leden van het Palestijnse kabinet, zoals de minister van Financiën Abed Razek, de minister van Arbeid Mohammad Barghouti en de minister van de Religieuze Zaken Nayef Rajoub. De overige Hamas-politici zijn sindsdien ondergedoken.
Het Israëlische leger verklaarde dat de Hamas-ministers medeverantwoordelijk zijn voor de ontvoering van de soldaat, en dat de premier van de Palestijnse Autoriteit, Ismail Haniya, ook riskeert te worden gearresteerd of beschoten. De gearresteerde politici hangt volgens de Israëliërs een proces boven het hoofd, zei vicepremier Shimon Peres.
Op 6 augustus arresteerde het leger de voorzitter van het Palestijnse parlement, Abdel Aziz Duwaik, op de Westelijke Jordaanoever.

## Het afvuren van raketten
Op 20 juni begon het leger met het afvuren van raketten op de Gazastrook, veelal 's nachts. Zo werd een kantoor van de Fatah gebombardeerd en ook een gebouw van de Hamas in de stad Gaza. Een vliegtuig van het Israëlische leger vuurde een raket af op het ministerie van Binnenlandse Zaken in Gaza. Het leger bevestigde dat het het ministerie heeft aangevallen, omdat volgens hen daar "terroristische activiteiten plaatsvinden".
Nadat het leger de Palestijnse premier Ismail Haniya waarschuwde dat hij ook aangevallen kon worden als Shalit niet vrij zou komen, werd het kantoor van de minister-president aangevallen door twee raketten in de ochtend van 2 juli.

## Diplomatieke weg

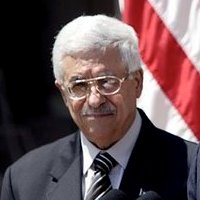
Mahmoud Abbas

Op 18 september 2006 had de Palestijnse president Mahmoud Abbas een gesprek met de Israëlische minister van Buitenlandse Zaken Tzipi Livni voor het eerst in vijf maanden, tijdens de opening van de Algemene Vergadering van de Verenigde Naties in New York. Hij zei dat het gesprek "zeer, zeer positief" is verlopen.
Abbas heeft Livni beloofd dat hij zich maximaal zal inspannen om een Israëlische militair die sinds eind juni in handen is van radicale Palestijnen, vrij te krijgen. Livni drong er voorts bij Abbas op aan dat, als zijn partij Fatah een regering van nationale eenheid vormt met het radicale Hamas, die regering Israël zal moeten erkennen.

## Reacties

### Betrokken partijen
- Hamas (militaire tak) - De militaire tak van Hamas roept de Palestijnen op om "te vechten tegen jullie vijanden". De minister van Binnenlandse Zaken, Said Siyyam, zelf ook lid van de Hamas, zei dat de Palestijnse Autoriteit zich moest bewapenen. Maar het merendeel van de beveiliging van de Palestijnse Autoriteit is loyaal aan de Fatah-partij.
- Israël - David Siegel, woordvoerder van de Israëlische ambassade in Washington D.C., zei dat "Israël alles heeft gedaan om de diplomatieke pogingen te laten slagen, en de Palestijnse president Mahmoud Abbas de kans heeft gegeven de soldaat te bevrijden". De Israëlische premier Ehud Olmert zei dat hij "zich persoonlijk verantwoordelijk stelt" voor de aanval op een groep Palestijnen op het strand in de Gazastrook.
- Fatah - Mahmoud Abbas veroordeelde de aanvallen op verschillende bruggen en de energiecentrale in de Gazastrook, dat volgens hem "een aanval is op de infrastructuur", en dat het "de Palestijnen hiermee wil straffen".

### Internationale organisaties
- Amnesty International - De organisatie omschreef de aanvallen van het Israëlische leger op civiele doelen als "oorlogsmisdaden". De organisatie zegt ook dat het hoopt dat de Israëlische soldaat Gilad Shalit snel vrijgelaten wordt, en ook ongedeerd moet blijven.
- Arabische Liga - De woordvoerder van de Liga, Alaa Rushdy, zei dat de operaties onderdeel zijn van "de agressieve Israëliërs om de Palestijnen te vermoorden of om hun gebied te vernietigen".
- Europese Unie - Benita Ferrero-Waldner, de Europese Commissaris voor externe relaties, zei dat "beide partijen moeten stoppen, voordat dit een crisis wordt die niemand kan overzien".
- Verenigde Naties - Op 6 juli 2006 ontwierp de Mensenrechtenraad van de Verenigde Naties een resolutie waarin stond dat het optreden van het Israëlische leger een schending was van het internationale recht. De VN is ook bezorgd over de arrestatie van Hamas-politici en kabinetsleden door het leger. Op 13 juli 2006 stemde de VN over een resolutie die de militaire operatie zou veroordelen.

### Landen
- China - De woordvoerder van de Chinese minister van Buitenlandse Zaken maakte zich ernstige zorgen over de verergerende humanitaire crisis. Ook riep hij Israël op om "onmiddellijk te stoppen met deze operatie", en riep hij op om de ontvoerde soldaat zo snel mogelijk vrij te laten.
- Rusland - De Russische minister van Buitenlandse Zaken, Sergey Lavrov, riep op om de Israëlische soldaat onmiddellijk te bevrijden, zodat de Routekaart naar de Vrede weer kan worden voortgezet.
- Zweden - De Zweedse premier Göran Persson veroordeelt de aanvallen van Israël in de Gazastrook en op de Westelijke Jordaanoever. Hij riep op om te onderhandelen over de vrijlating van de soldaat, voordat het te laat is.
- Zwitserland - Het ministerie van Buitenlandse Zaken riep op om de soldaat onmiddellijk vrij te laten. Maar ze zijn ook woedend over de acties van Israël, dat volgens hen "een schending is van de internationale rechten".
- Verenigde Staten - Tony Snow, de woordvoerder van het Witte Huis, zei dat "Israël het recht heeft zichzelf te verdedigen. De VS hoopt dat de Israëlische regering de besluiten neemt die tot zo min mogelijk aantal slachtoffers zal leiden".